# Giovane donna a letto
Giovane donna a letto è un dipinto a olio su tela (81x67,8 cm) realizzato nel 1645 circa dal pittore Rembrandt Harmenszoon Van Rijn.
È conservato nel National Gallery of Scotland di Edimburgo.
L'opera è firmata e datata "REMBRA(…) F. 164(.)".
L'iconografia e la datazione dell'opera sono ancora oggetto di discussione. Qualcuno riconosce nella fanciulla la compagna del pittore: dato che Rembrandt era solito usare come modelli i propri familiari, si tende a pensare che non sia solamente un ritratto, ma una scena mitologica o biblica. Nel primo caso, alcuni la identificano con Danae, come una reinterpretazione del dipinto omonimo. Nel secondo, si può leggere la scena come una Agar in attesa di Abramo o Sara che osserva la lotta dell'arcangelo Raffaele con il demonio che la possedeva.